# Do zobaczenia rano
Do zobaczenia rano (ang. See You in the Morning) – amerykańska komedia romantyczna z 1989 roku w reżyserii Alana J. Pakuli. W Polsce film znany także pod tytułem Zobaczymy się jutro.

## Fabuła
Trzy lata po rozwodzie z żoną modelką, psycholog Larry Livingstone jest gotowy na nowy związek. Zakochuje się w młodej wdowie, Beth, która ma dwójkę dzieci. Ale Beth i jej dzieci nadal są w żałobie po ich zmarłym ojcu i mężu. Larry zadaje sobie dużo trudu, by pokonać ich zastrzeżenia. W tym samym czasie Larry musi się uporać ze swoją byłą żoną oraz miłością do dwójki swoich własnych dzieci. Powoli Beth i jej dzieci zaczynają rozumieć, że ich życie musi się toczyć dalej, a do tego wreszcie zaczynają dostrzegać, że los dał im drugą szansę. 

## Główne role
- Jeff Bridges jako Larry Livingstone
- Farrah Fawcett jako Jo Livingstone
- George Hearn jako Martin
- Alice Krige jako Beth Goodwin
- Theodore Bikel jako Bronie
- Drew Barrymore jako Cathy Goodwin
- Macaulay Culkin jako Billy Livingstone
- Lukas Haas jako Petey Goodwin
- David Dukes jako Peter Goodwin
- Frances Sternhagen jako Neenie
- George Hearn jako Martin